# おあねえさん
『おあねえさん』は、1981年10月15日から1982年3月25日にかけてフジテレビ系列で毎週木曜 20:00 - 20:54に放送された東海テレビ制作のテレビドラマである。
北陸・片山津の老舗温泉旅館「北国荘」の女将が亡くなり、後を継ぐこととなった18歳の一人娘・雪子の成長を描く。

## キャスト
- 雪子 - 三田佳子
- 雪子の母・美代 - 高峰三枝子
- 雪子の父・保之助 - 曽我廼家明蝶
- ひさ - 月丘夢路
- 井沢貴美子 - 相本久美子
- 井沢（貴美子の父） - 中村敦夫
- 陽子（ひさの娘） - 江夏夕子
- トトやん - 有島一郎
- 周造 - 石井均
- 隆次 - 村井国夫
- 平田昭彦
- 徳造 - 戸浦六宏
- 倉関 - 高橋長英
- 日比野 - 髙田次郎
- 岡野 - 佐々木敏
- 道江 - 臼間香世
- 近藤 - 仲真貴
- 野口医師 - 曾我廼家五郎八
ほか
- ナレーション：杉田郁子

## スタッフ
- 原作・脚本：花登筺
- 演出：平松敏夫、ほか

### 音楽
- 主題歌「おあねえさん」　挿入歌「北陸の女」
歌：三田佳子
レーベル：東芝EMI（TP-17225）
作詞：花登筺、作曲・編曲：小川寛興、演奏：東芝レコーディング・オーケストラ

## 前後番組
| フジテレビ系 木曜20:00 - 20:54枠 【本番組までドラマ枠】 | フジテレビ系 木曜20:00 - 20:54枠 【本番組までドラマ枠】              | フジテレビ系 木曜20:00 - 20:54枠 【本番組までドラマ枠】 |
| 前番組                                                  | 番組名                                                               | 次番組                                                  |
| ------------------------------------------------------- | -------------------------------------------------------------------- | ------------------------------------------------------- |
| 愛のホットライン （フジテレビ制作）                     | おあねえさん （1981.10.15 - 1982.3.25） - この期間のみ東海テレビ制作 | スターどっきり㊙報告 （第2期・フジテレビ制作）          |